# Chhatrapati Shivaji International Airport
Chhatrapati Shivaji International Airport (Marathi:छ्त्रपती शिवाजी अंतरराष्ट्रीय विमानतळ), voorheen bekend als Sahar International Airport, is een luchthaven bij Mumbai, India. Het is India's grootste en belangrijkste hub, met een oppervlakte van 5,9 vierkante kilometer en is gelegen bij Mumbai in Maharashtra. De naam verwijst naar de 17e-eeuwse chhatrapati Shivaji (chhatrapati betekent "keizer").
De luchthaven heeft twee terminals. Deze zijn op hun beurt ook weer onderverdeeld in verschillende stukken.

## Geschiedenis
Oorspronkelijk was het een militair vliegveld dat werd gebruikt door de Royal Indian Air Force (RIAF) tijdens de Tweede Wereldoorlog. In de jaren 50 van de 20e eeuw, nadat India onafhankelijk was geworden van het Verenigd Koninkrijk, werd het omgebouwd tot een openbare luchthaven voor de burgerluchtvaart.
Tot aan de jaren 80 droeg het vliegveld de naam Santa Cruz Airport. Toen een nieuwe terminal in gebruik werd genomen werd de naam veranderd naar Sahar International Airport. Deze naam werd echter al snel weer aangepast naar Chhatrapati Shivaji International Airport.

## Statistieken
Chhatrapati Shivaji International Airport is de drukste luchthaven van het Indische subcontinent. De Bombay-New Delhi route werd recentelijk door de Official Airline Guide aangewezen als een van de zeven drukste vliegroutes ter wereld, gebaseerd op het aantal vluchten per week.
De luchthaven is samen met New Delhi's Indira Gandhi International Airport de primaire internationale toegangsweg tot India, ze wordt aangevlogen door 46 internationale luchtvaartmaatschappijen. Ze is de primaire hub voor Air India en Jet Airways, en dient als tweede hub voor de maatschappijen Indian Airlines, JetLite, GoAir, Air Deccan, SpiceJet, IndiGo Airlines en Kingfisher Airlines. 45% van al het vliegverkeer vindt plaats tussen 10:00 en 18:30.
Het vliegveld handelt samen met de vliegvelden in New Delhi, Madras en Bangalore meer dan 50% van alle passagiers in India af.

## Galerij

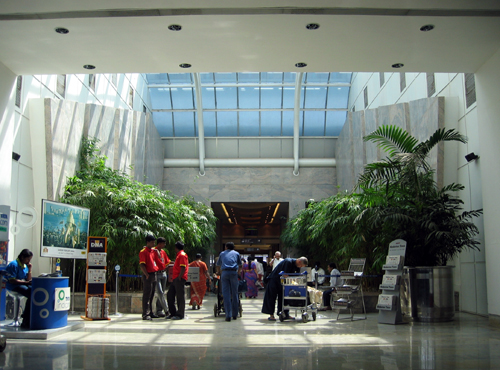
Vertrekhal in Terminal 1B
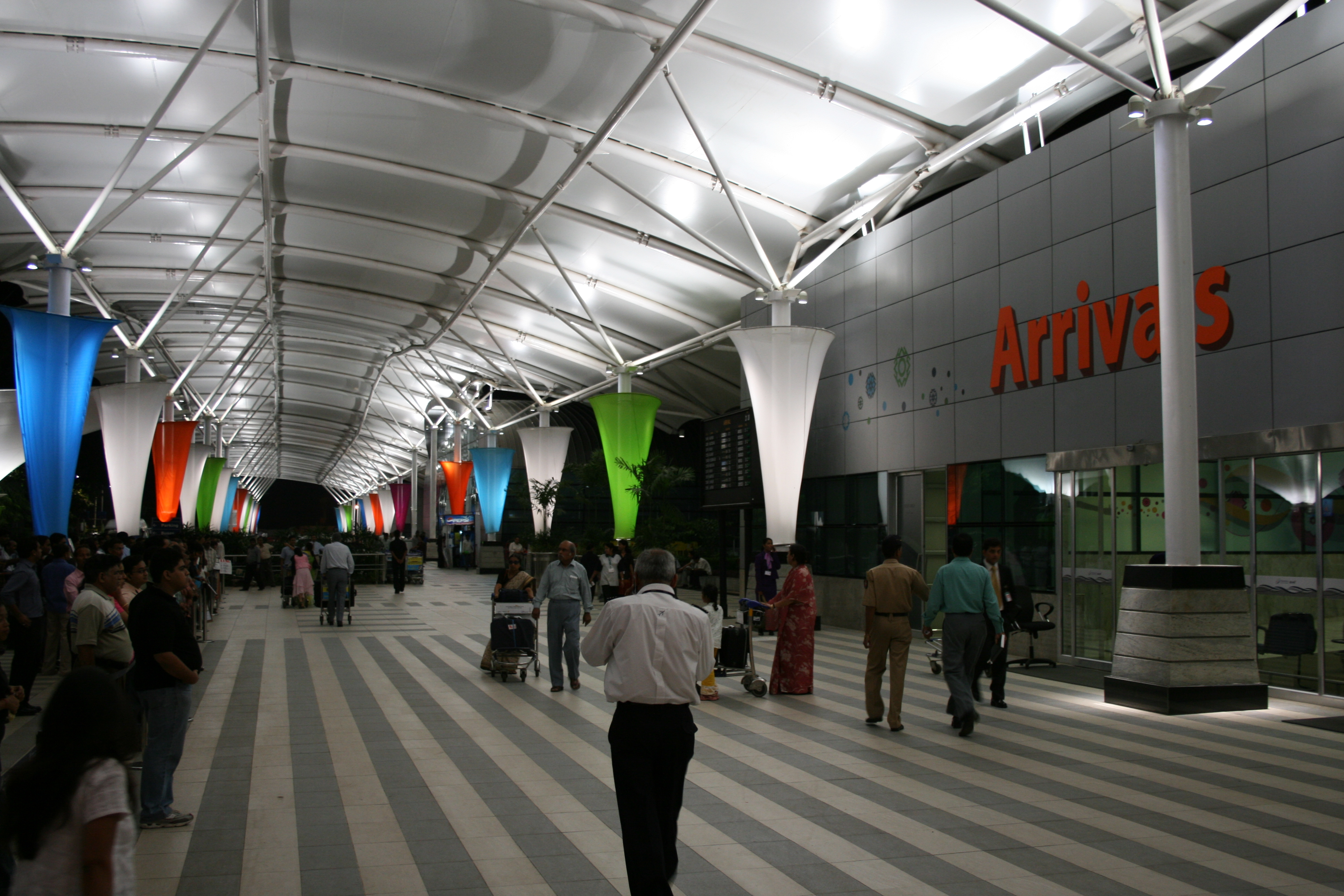
De grote aankomsthal
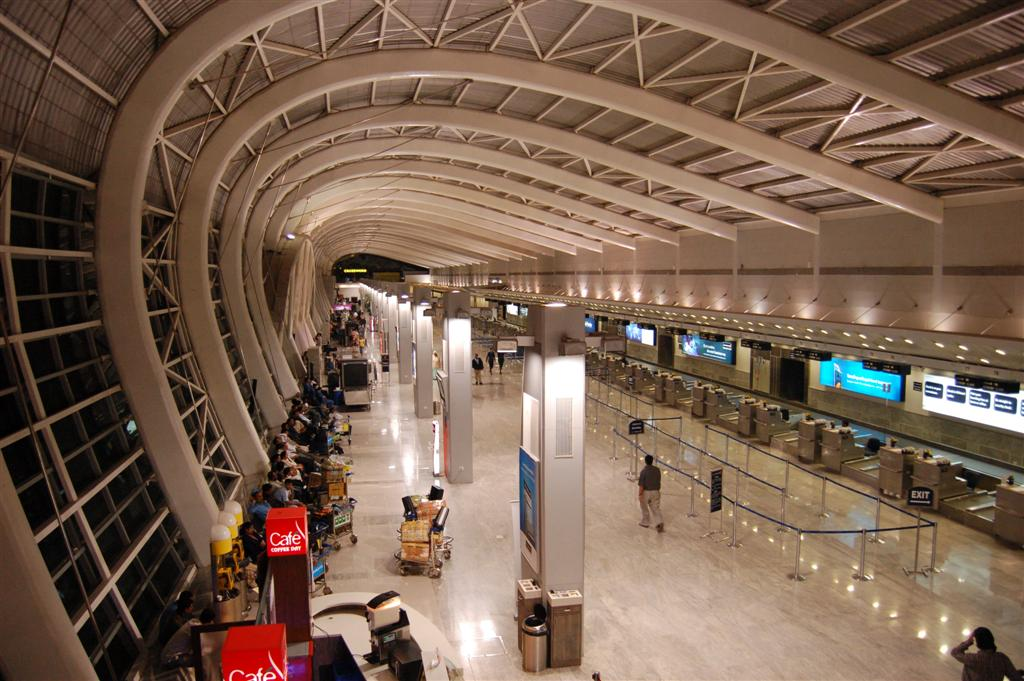
Terminal 1B
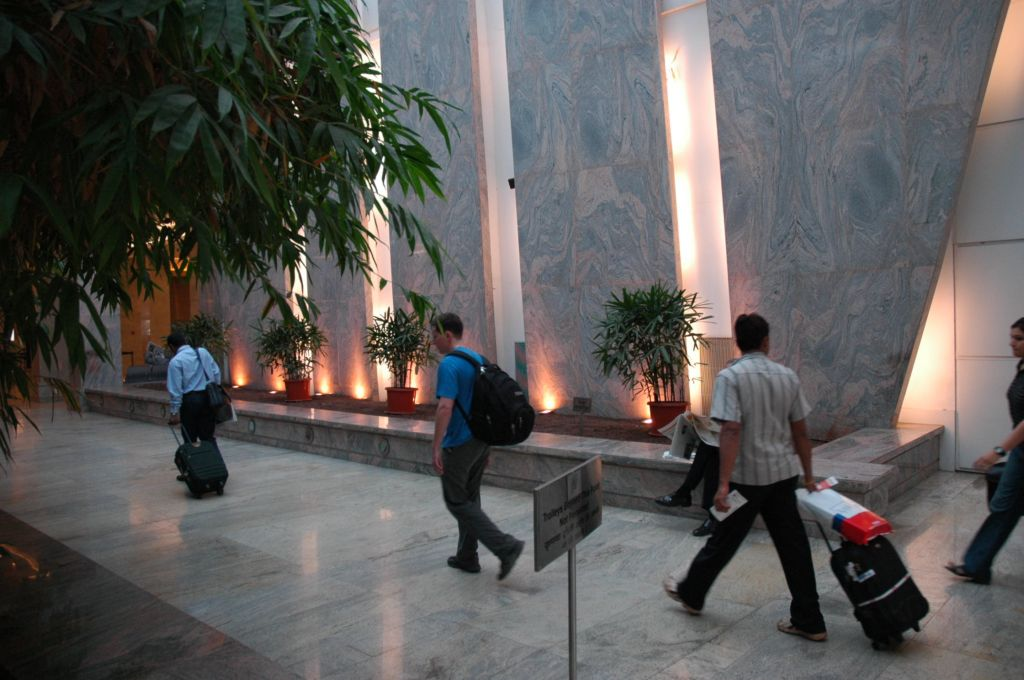
Terminal 1B
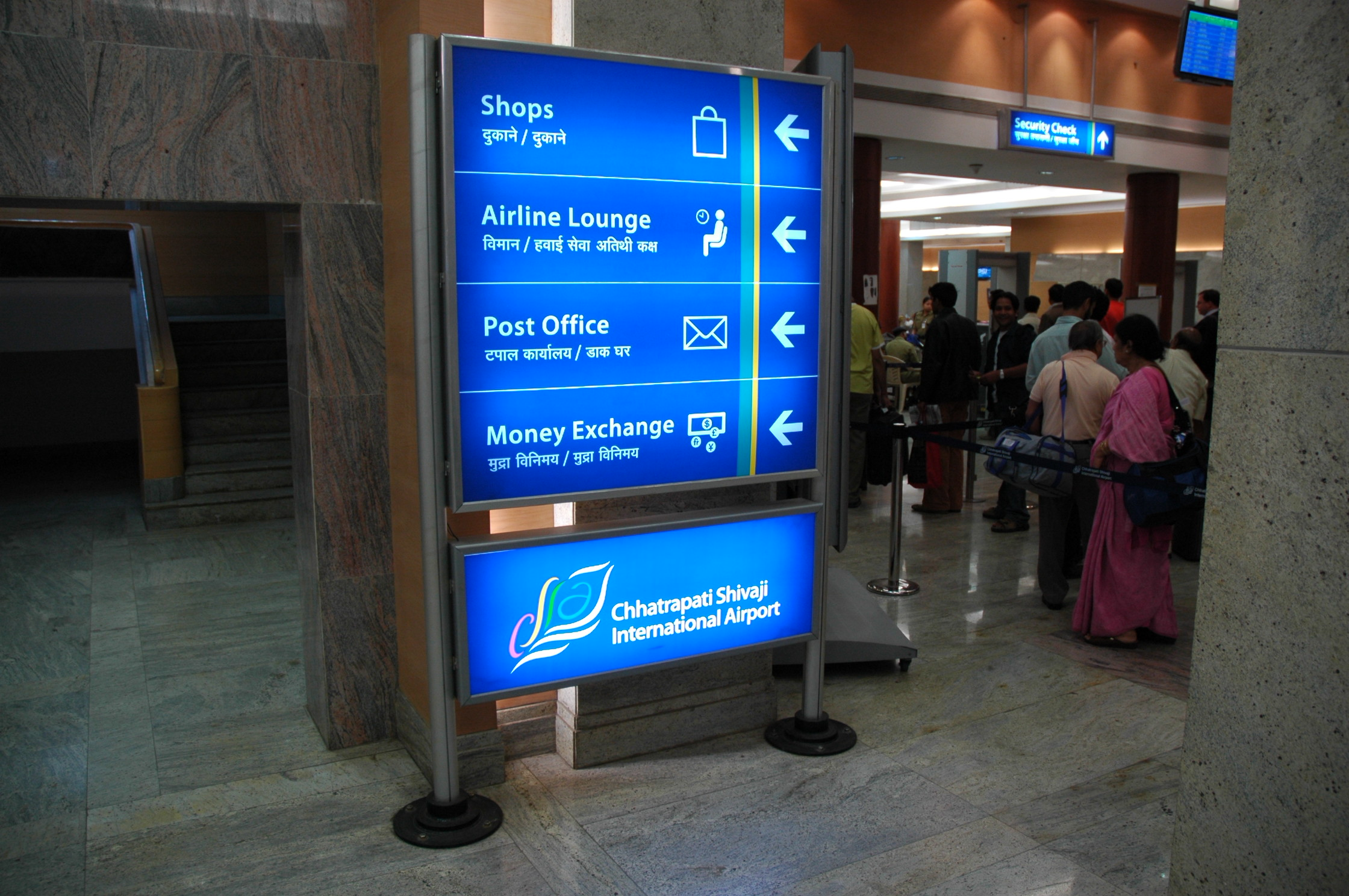
Nieuwe signalering
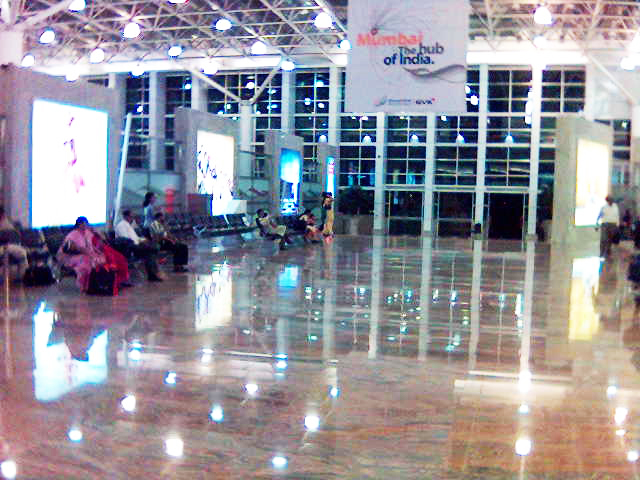
Aankomsthal
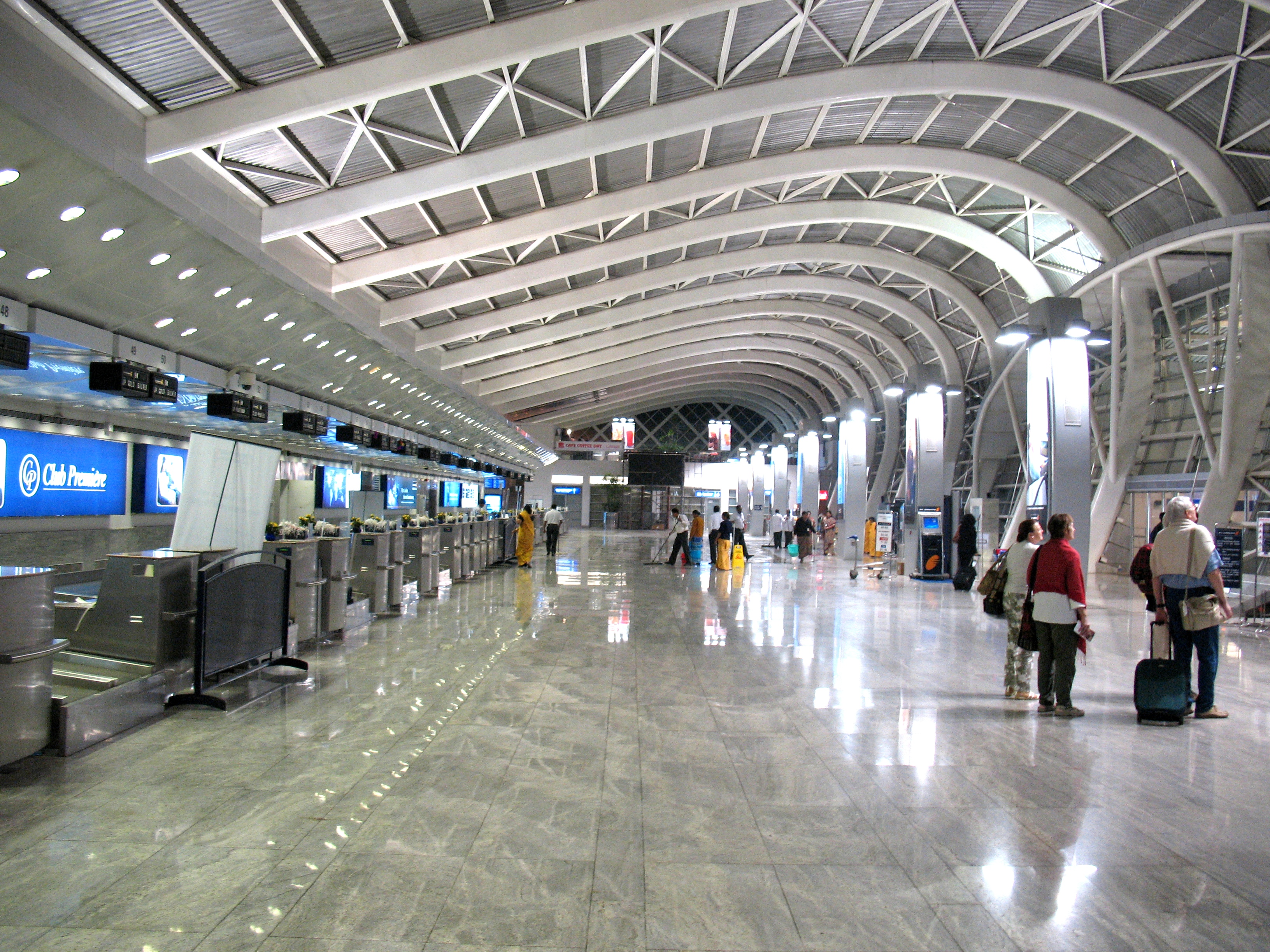
Terminal
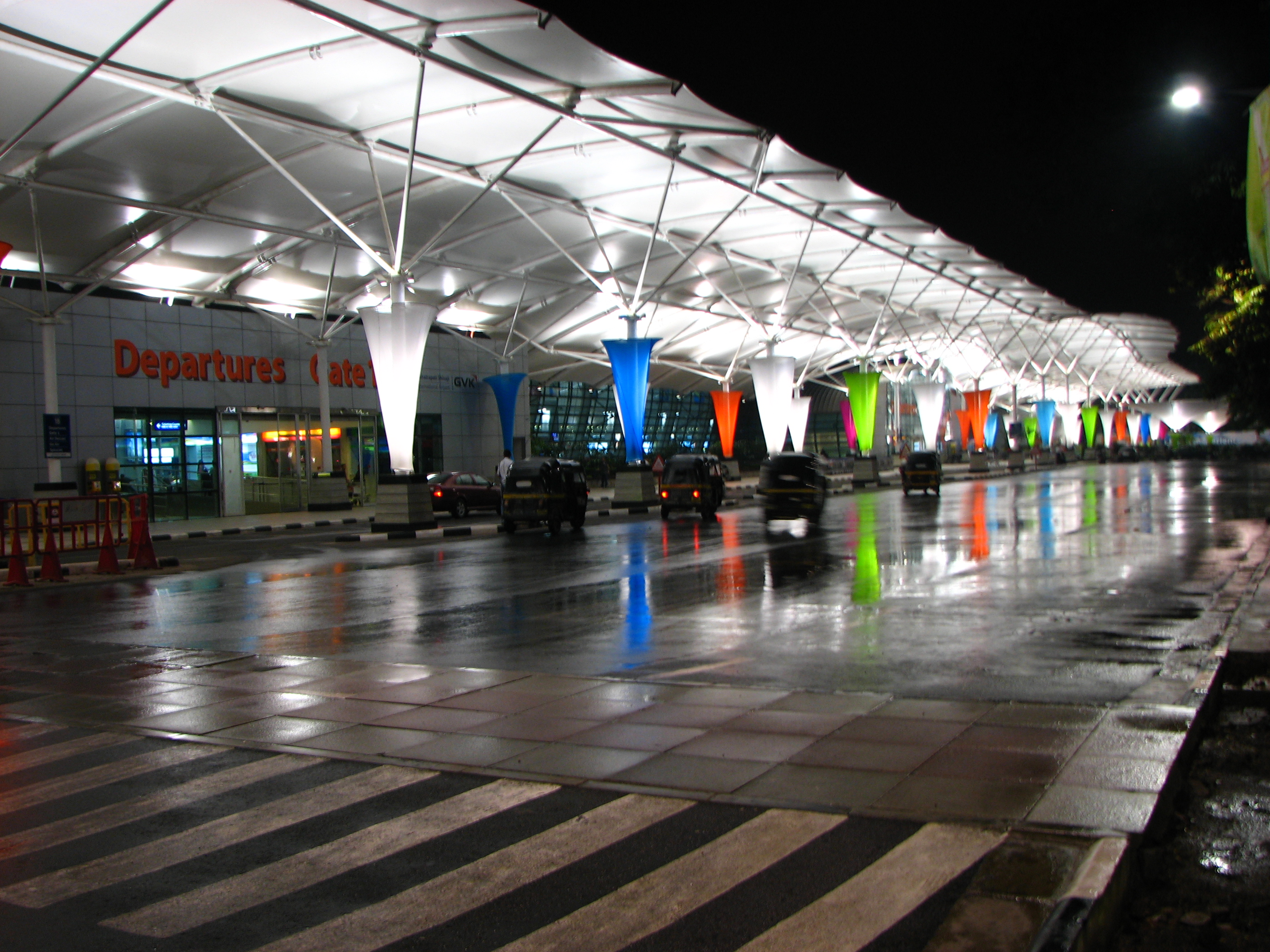
Aankomsthal
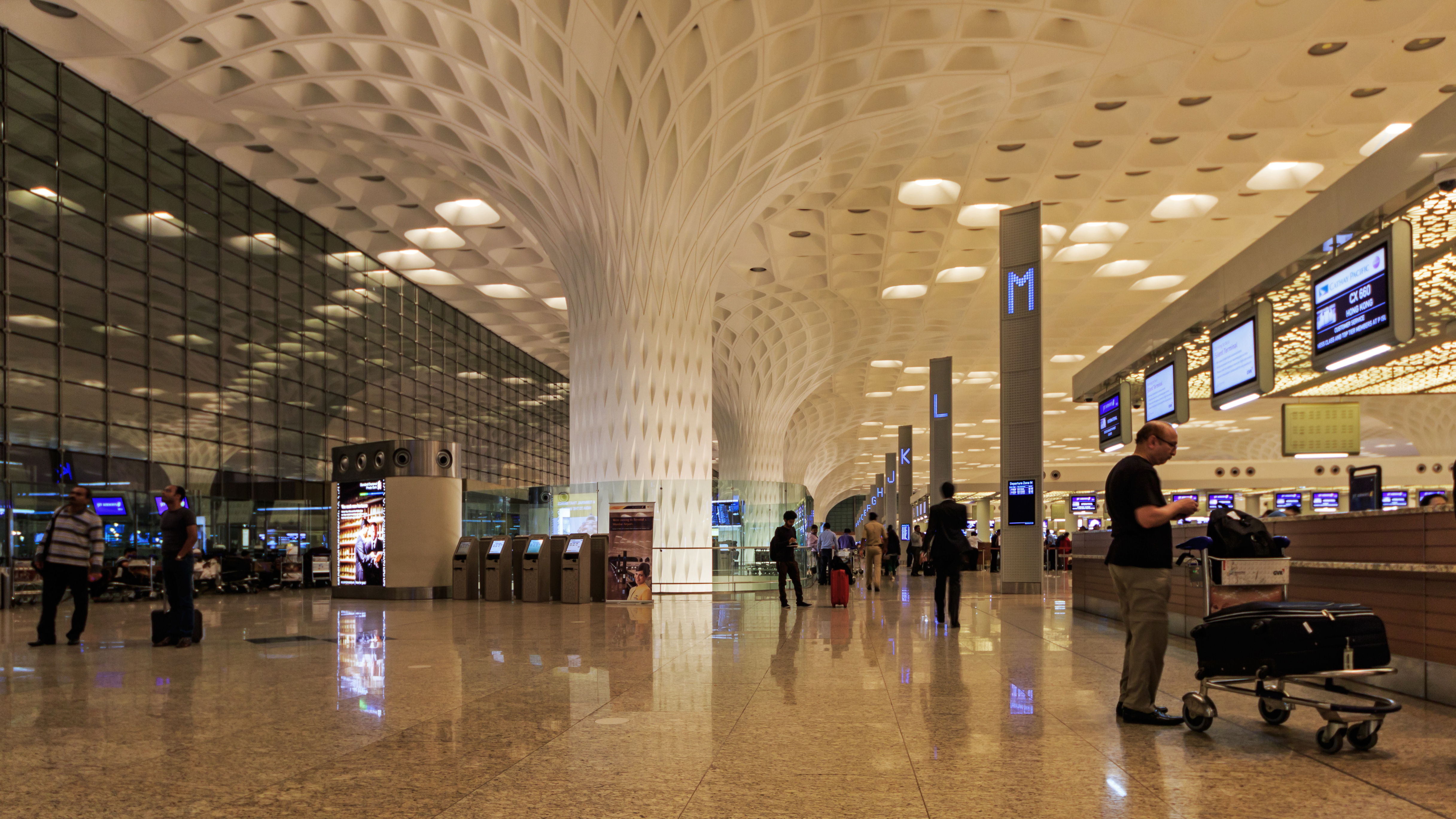
Terminal 2